# 托德里洛山脈
61°17′59″N 152°15′05″W / 61.29972°N 152.25139°W

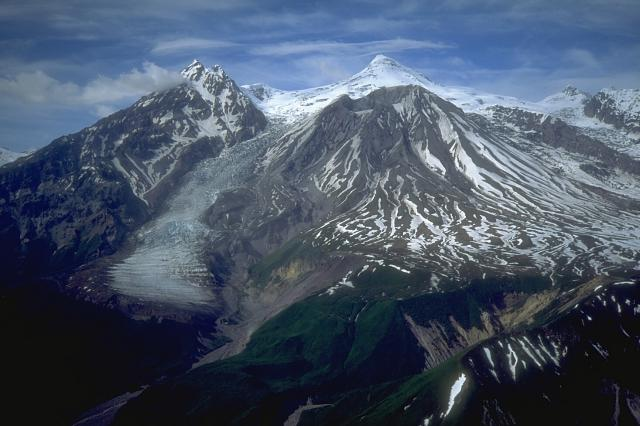

托德里洛山脈是美國的山脈，位於馬塔努斯卡-蘇西特納自治市鎮和基奈半島自治市鎮，距離安克雷奇約120公里，山脈長130公里、寬119公里，最高點海拔高度3,479米。

## 外部連結
- Volcano World article about Spurr
- Mount Spurr Webcam （页面存档备份，存于）